# بیبی و لوئیس بارون
بیبی بارون (انگلیسی: Bebe Barron، ۱۶ ژوئن ۱۹۲۵ – ۲۰ آوریل ۲۰۰۸) و لوئیس بارون (انگلیسی: Louis Barron؛ ۲۳ آوریل ۱۹۲۰ – ۱ نوامبر ۱۹۸۹) دو زن و شوهرِ آهنگساز پیشگام آمریکایی در زمینهٔ موسیقی الکترونیک بودند.
بیبی بارون با نامِ اصلیِ «شارلوت مِی ویند» (انگلیسی: Charlotte May Wind) در مینیاپولیس زاده شد و در رشتهٔ موسیقی در دانشگاه مینه‌سوتا تحصیل کرد. او از شاگردان والینگفورد ریگر و هنری کاول بود.
لوئیس بارون در مینیاپولیس به‌دنیا آمد و رشتهٔ موسیقی را دانشگاه شیکاگو آموخت.
آنها نخستین آهنگسازانی بودند که برای نوار مغناطیسی، موسیقیِ الکترونیک نوشتند و همچنین نخستین کسانی بودند که موسیقی الکترونیک را برای موسیقیِ یک فیلم (سیاره ممنوعه - ۱۹۵۶) بکار بردند.